# 1992년 하계 올림픽 아루바 선수단
1992년 하계 올림픽 아루바 선수단은 스페인 바르셀로나에서 개최된 1992년 하계 올림픽에 참가한 올림픽 아루바 선수단이다.

## 육상

### 남자
트랙 / 도로 경기
| 선수 | 세부 종목 | 1차 예선 | 1차 예선 | 2차 예선 | 2차 예선 | 준결선 | 준결선 | 결선 | 결선      |
| 선수 | 세부 종목 | 기록     | 순위     | 기록     | 순위     | 기록   | 순위   | 기록 | 최종 순위 |

## 참고 자료
- (영어) “Aruba at the 1992 Barcelona Summer Games”. SR/Olympic Sports. 2016년 3월 4일에 원본 문서에서 보존된 문서. 2011년 10월 9일에 확인함.